# Ruth Wallace Brodeur
Pour les articles homonymes, voir Wallace et Brodeur.
 (juin 2013).
Ruth Wallace Brodeur, née en 1941 dans le Vermont (États-Unis), est une écrivaine américaine. Elle a travaillé avec des handicapés mentaux et des enfants en difficulté avant de se consacrer à la littérature. Elle est l'auteur de nombreux romans pour la jeunesse. Elle a aussi fait de nombreuses années de médecine.

## Ouvrages
- Callie's Way, 1984.
- Steps in Time, 1986.
- Stories from the Big Chair, 1989.
- The Godmother Tree, 1992.
- Blue Eyes Better (Des yeux si bleus), 2002 (2005 pour la traduction française).
- Heron Cove, 2005.